# Tarnówka (gmina)
Pour les articles homonymes, voir Tarnówka.
Tarnówka est une gmina rurale du powiat de Złotów, Grande-Pologne, dans le centre-ouest de la Pologne. Son siège est le village de Tarnówka, qui se situe environ 13 km à l'ouest de Złotów et 105 km au nord de la capitale régionale Poznań.
La gmina couvre une superficie de 132,23 km2 pour une population de 3 095 habitants.

## Géographie

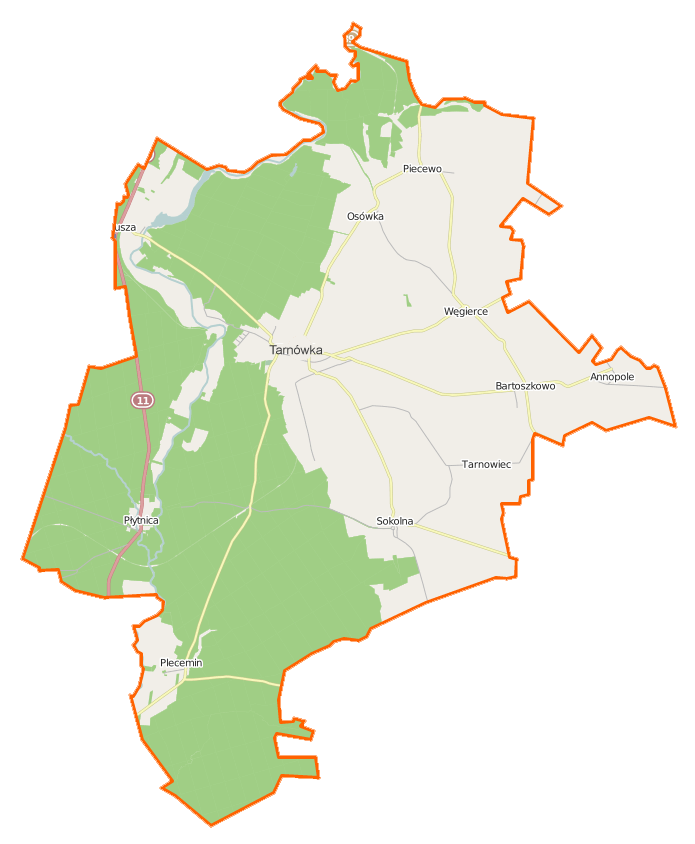
Plan de la gmina.

Outre le village de Tarnówka, la gmina inclut les villages de:
- Annopole
- Bartoszkowo
- Osówka
- Piecewo
- Plecemin
- Płytnica
- Ptusza
- Sokolna
- Tarnowiec
- Węgierce

### Gminy voisines
La gmina de Tarnówka est bordée des gminy de:
- Jastrowie
- Krajenka
- Szydłowo
- Złotów

## Structure du terrain
D'après les données de 2002, la superficie de la commune de Tarnówka est de 132,23 km2, répartis comme tel :
- terres agricoles : 45 %
- forêts : 48 %

La commune représente 7,96 % de la superficie du powiat.

## Démographie
Données du 30 juin 2004 :
| description        | Total  | Total | Femmes | Femmes | Hommes | Hommes |
| ------------------ | ------ | ----- | ------ | ------ | ------ | ------ |
| Unité              | Nombre | %     | Nombre | %      | Nombre | %      |
| population         | 3 071  | 100   | 1 501  | 48,9   | 1 570  | 51,1   |
| Densité (hab./km2) | 23,2   | 23,2  | 11,4   | 11,4   | 11,9   | 11,9   |